# ميليسوس من ساموس
ميليسوس من ساموس (القرن الخامس ق.م) كان ثالث وآخر عضو في المدرسة الإيلية الفلسفية القديمة، والتي انتمى إليها زينو وبارمنيدس، ولا نعرف الكثير عن حياته، سوى أنه قاد أسطول مدينة ساموس قبل حرب البلوبونيز بقليل، وكانت مساهمته الفلسفية عبارة عن محاورات تدعم فكر المدرسة الإيلية، وبالرغم من أنه اتّبع بارمنيدس في آرائه، إلا أن ميليسوس كانت له اضافات أصيلة في الفلسفة، وقد زعم أن الحقيقة هي شيء أصيل، غير قابل للتدمير، أو التجزئة، لا يتغير ولا يتحرك. وقد أراد أن يثبت أن الحقيقة غير محدودة، وأنها تتمدد في كل الاتجاهات على الدوام، وبما أن الوجود ليس له حدود، اذن لابد وأن يكون واحد.

## حياته
تاريخ مولده الدقيق غير معروف، لكن يعتقد أنه كان في وقت ما من القرن الخامس ق.م، وتاريخ وفاته مجهول، وما نعرفه عن حياته مصدره فقرة صغيرة من كتاب بلوتارك :حياة بيريكلس، كان قائداً لأسطول مدينة ساموس، كما أنه هزم بيريكلس والأسطول الأثيني عام 441 ق.م، ويقال أن ميليسوس كان تلميذاً لبارمنيدس، ومعلّماً لليوكيبوس، ولكن هذه المعلومات مشكوك في صحتها.
ما تبقى من فلسفة ميليسوس وصل إلينا عن طريق تعليقات سيمبليكيوس على كتابيّ أرسطو، الطبيعة، وعن السماوات، وخلاف بارمنيدس، كتب ميليسوس نظرياته نثراً، وليس شعراً، مما جعلها أسهل فهماً من نظريات معلّمه، ومثل بارمنيدس، يفترض ميليسوس أن الوجود هو واحد، أصيل، غير قابل للتدمير أو التجزئة أو التغيير أو الحركة، وبينما يدعي بارمنيدس أن الوجود محدود، يخالفه ميليسوس ويقول العكس، فالوجود غير محدود كلياً، ويقول بارمنيدس أن الوجود يحدث في حاضر بلا زمان، بينما يفترض ميليسوس أن الوجود هو أبدي، أي الزمان كله.

## روابط خارجية
- ميليسوس من ساموس على موقع الموسوعة البريطانية (الإنجليزية)